# I sedici di Richmond

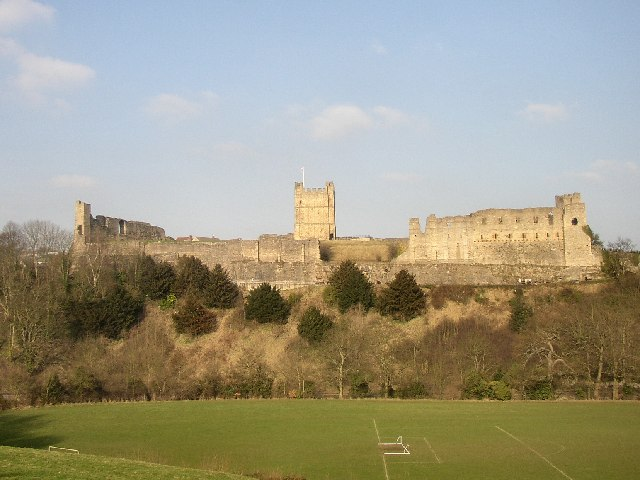
Castello di Richmond

I sedici di Richmond furono un gruppo di obiettori di coscienza britannici "assoluti" durante la prima guerra mondiale.
Coscritti nell'esercito britannico nel 1916, si rifiutarono di svolgere il servizio militare anche da non combattenti. Riuniti al castello di Richmond nello Yorkshire (gran parte di loro non si conoscevano), furono trasferiti in Francia, dove quindici di loro furono condannati formalmente dalla corte marziale ad essere giustiziati dal plotone d'esecuzione, ma questa sentenza fu commutata in dieci anni di lavori forzati. Furono rilasciati nel 1919.

## I sedici uomini
Il gruppo, composto da quaccheri, metodisti, membri delle Chiesa di Cristo, Studenti Biblici Internazionali (noti come Testimoni di Geova dal 1931) e socialisti, comprendeva: Norman Gaudie, centravanti delle riserve del Sunderland Association Football Club; East Boldon; Alfred Matthew Martlew, un impiegato alla fabbrica di cioccolato di Rowntree a York, originario di Gainsborough, Lincolnshire; Herbert George e William Edwin Law, fratelli di Darlington; Alfred Myers, un minatore da Carlin How; John Hubert Brocklesby, insegnante e predicatore metodista di Conisborough; Charles Ernest Cryer, di Cleveland; Robert Armstrong Lown, di Ely; otto uomini di Leeds: Clarence e Stafford Hall, fratelli e Studenti Biblici Internazionali; Clifford Cartwright, delle Chiesa di Cristo; Charles Rowland Jackson; Leonard Renton, un Libero Studente della Bibbia; John William Routledge; Charles Herbert Senior, un Libero Studente della Bibbia ed Ernest Shillito Spencer.

## Contesto storico
La prima guerra mondiale iniziò con la dichiarazione di guerra dell'Austria-Ungheria contro la Serbia il 28 luglio 1914 e dopo che altri stati aderirono, l'invasione del Belgio da parte della Germania indusse il Regno Unito di Gran Bretagna e Irlanda a dichiarare guerra contro la Germania il 4 agosto (gli altri paesi dell'impero britannico seguirono l'esempio poco dopo). Fino all'inverno del 1915, l'armata britannica aveva perso molti uomini e si era ritrovata con numerosi mutilati tanto da dover ricorrere alla coscrizione, decisa dal Parlamento nel gennaio del 1916. Il Military Service Act del 2 marzo 1916 prevedeva che, in Gran Bretagna (ma non in Irlanda, che pure faceva ancora parte del Regno Unito), gli uomini non sposati tra i diciotto e i quarantuno anni fossero soggetti all'arruolamento nel servizio militare; l'Amending Act del 1916 incluse gli uomini sposati e un altro del 1918 estese il limite di età ai cinquantuno anni. Ci furono esenzioni per i membri dell'esercito e della marina, i ministri della religione, quelli impegnati in un lavoro di importanza nazionale, uomini come i vedovi con figli a carico e uomini disabili o in cattiva salute.
Esisteva anche una disposizione per quegli obiettori di coscienza che si rifiutavano di combattere, spesso etichettati come CO's: gli uomini potevano obiettare secondo principi religiosi o morali, ma anche se accettati come obiettori di coscienza dal tribunale creato grazie all'Act, potevano essere coscritti nell'esercito dei non combattenti, a discrezione del tribunale.

## I corpi dei non combattenti
Migliaia di uomini (circa 750.000) che si dichiararono obiettori di coscienza furono interrogati dal tribunale di servizio militare, ma furono in pochi ad essere esentati dall'intera attività di guerra (circa 1.330). La vasta maggioranza fu designata a combattere o a unirsi ai corpi non combattenti (Non-Combatant Corps), creati appositamente per gli obiettori di coscienza.
Gli obiettori di coscienza ai quali vennero riconosciute posizioni morali e religiose genuine, furono incaricati di supportare la guerra in posizioni da non combattenti, come trasportatori di provviste non letali. Quelli che rifiutarono anche questo tipo di collaborazione furono definiti "assolutisti".
Quando i sedici di Richmond dichiararono la loro obiezione alla guerra furono accettati come obiettori di coscienza e anziché essere assegnati a unità di combattimento, furono inseriti tra i non combattenti. Avendo però scelto di non prenderne parte, furono arrestati dalla polizia civile e portati di fronte alla corte della magistratura, dove furono assegnati a una scorta militare. Assegnati alla Seconda Compagnia del Nord del Corpo dei Non Combattenti, ubicati al castello di Richmond, nel nord dello Yorkshire, rifiutarono di indossare le uniformi e di svolgere i doveri militari. Furono rinchiusi in otto piccole celle, in attesa della decisione della corte marziale per aver disobbedito agli ordini militari.

## Francia e imprigionamento
A un certo livello della gerarchia militare - alcuni hanno suggerito che fu il segretario dello stato di guerra in persona, Field Marshal Horatio Herbert Kitchener ad occuparsene - fu ordinato che - a sorte - quattro gruppi di obiettori di coscienza che facevano resistenze, inclusi quelli che diventarono i Sedici di Richmond (gli altri erano diciassette a Harwich, nove a Seaford e due a Kinmel Park, raggiungendo i quarantadue in totale) venissero mandati al fronte occidentale, dove sarebbero stati giudicati dalla corte marziale per aver rifiutato di obbedire agli ordini e dove avrebbero rischiato la pena di morte, che non era applicabile in Gran Bretagna per questo tipo di reato. Non ci sono prove per confermare l'ipotesi che i Quarantadue Uomini Francesi, così furono poi chiamati, fossero andati volontariamente in Francia, ipoteticamente ansiosi di dimostrare la loro resistenza anche di fronte a istituzioni più importanti.
Mentre i Sedici di Richmond stavano viaggiando in treno verso sud, uno di loro scrisse una lettera a un compagno quacchero, Arnold Rowntree, membro del parlamento di York, descrivendo la situazione. La lettera, lanciata dal finestrino del treno, giunse al destinatario, che si rivolse a Herbert Henry Asquith, il primo ministro britannico. All'arrivo in Francia, gli uomini furono spostati da un posto all'altro, passando il tempo in varie celle, e alla fine vennero incarcerati con altri prigionieri nei pressi di Boulogne, senza però subire punizioni come gli obiettori di coscienza venuti prima di loro.
A Boulogne furono informati che disobbedire agli ordini poteva costare loro l'esecuzione in quanto disertori e furono esortati a unirsi agli altri obiettori di coscienza che avevano accettato il ruolo assegnato nel corpo dei non combattenti, per avere salva la vita. Ai Sedici di Richmond furono concesse ventiquattr'ore di permesso per decidere. Alcuni di loro trascorsero il tempo nello svago, cinque di loro andarono addirittura a nuotare.
Tutti e sedici rimasero convinti del fatto che supportare la guerra era sbagliato moralmente e, come gruppo, decisero di resistere, in parte per principio e in parte perché credevano che obbedire agli ordini militari avrebbe spinto gli altri obiettori di coscienza a fare lo stesso. Tuttavia, uno di loro decise di arrendersi. Il giorno seguente gli altri quindici continuarono a rifiutare di obbedire agli ordini e furono ricondotti nelle celle.
Successivamente furono giudicati dalla corte marziale e dichiarati colpevoli. Il 14 giugno 1916 venne ordinato che venissero giustiziati all'alba, ma questa sentenza fu commutata immediatamente in dieci anni di lavori forzati. Gli uomini furono trasferiti a Rouen da dove vennero via mare in Inghilterra, dopo aver affrontato una folla infuriata sulla banchina. Dalla nave furono trasportati alla prigione di Winchester, dove incontrarono i diciassette di Harwich, che erano stati a Boulogne prima di loro. Alcuni di loro furono portati al campo di Dyce. L'11 luglio 1917 Alfred Martlew fu trovato annegato nel fiume Ouse, notizia riportata in un giornale come "Un obiettore annegato". Gli altri uomini furono rilasciati senza condizioni nell'aprile del 1919, dopo l'armistizio. Al ritorno a casa vennero trattati come codardi e disprezzati dalle loro comunità. Furono privati del diritto di voto per cinque anni e alcuni di loro non trovarono un lavoro.

## Commemorazioni
Nel 1995, la storia di questi uomini fu trasformata in un documentario della Tyne Tees Television. Venne dato loro il nome "I Sedici di Richmond". Nel 2007 divennero il soggetto di un libro di Will Ellsworth-Jones. Al castello di Richmond, nel ventunesimo secolo è stato creato il Cockpit Garden, un memoriale dedicato ai Sedici di Richmond. La decisione fu controversa, dato che l'economia della città dipendeva dalla guarnigione militare di Catterick, molto vicina a Richmond. Nel giugno del 2013 il Teesdale and Cleveland Quacker Meeting organizzò un evento silenzioso al castello di Richmond in onore dei sedici uomini. Nel maggio del 2016 l'English Heritage annunciò il progetto di recupero e conservazione del massiccio numero di graffiti che gli uomini lasciarono sui muri del castello di Richmond. Gran parte di questi sono a matita e necessitano di essere preservati in quanto documento storico della voce dei dissidenti.